# Sint-Jorisdoelen (Gouda)
De Sint-Jorisdoelen is het gebouw van de vroegere schutterij van Gouda aan de Lange Tiendeweg aldaar.

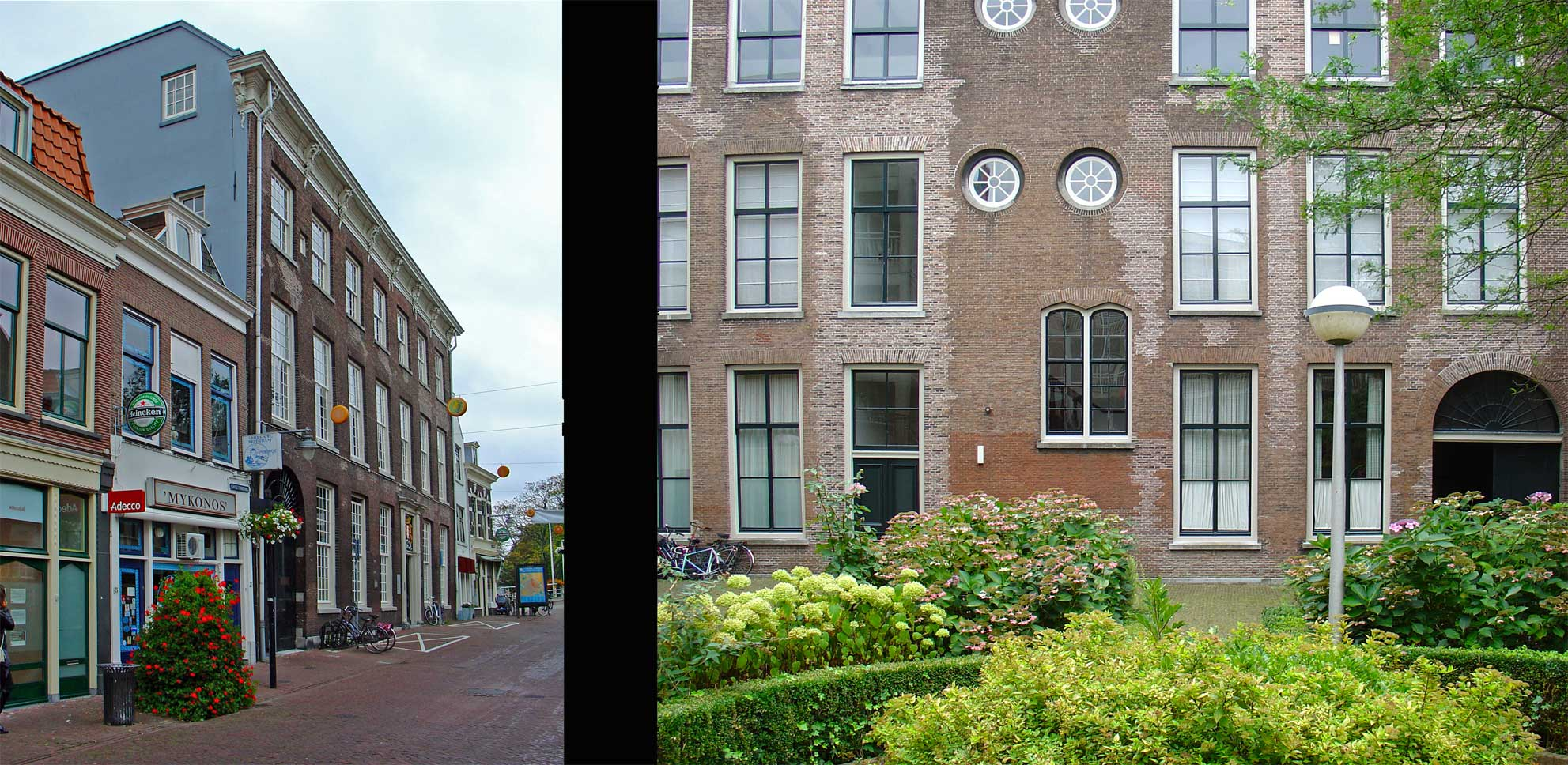
Het gebouw van de Sint-Jorisdoelen (links de voorzijde en rechts de achterzijde van het gebouw)

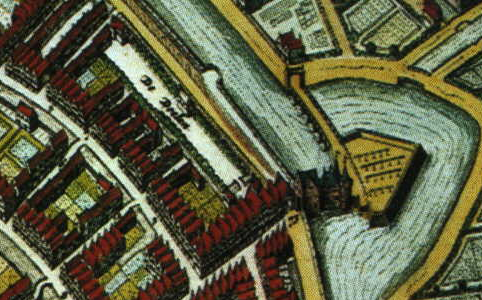
Het terrein van de Sint-Jorisdoelen op de kaart van Blaeu

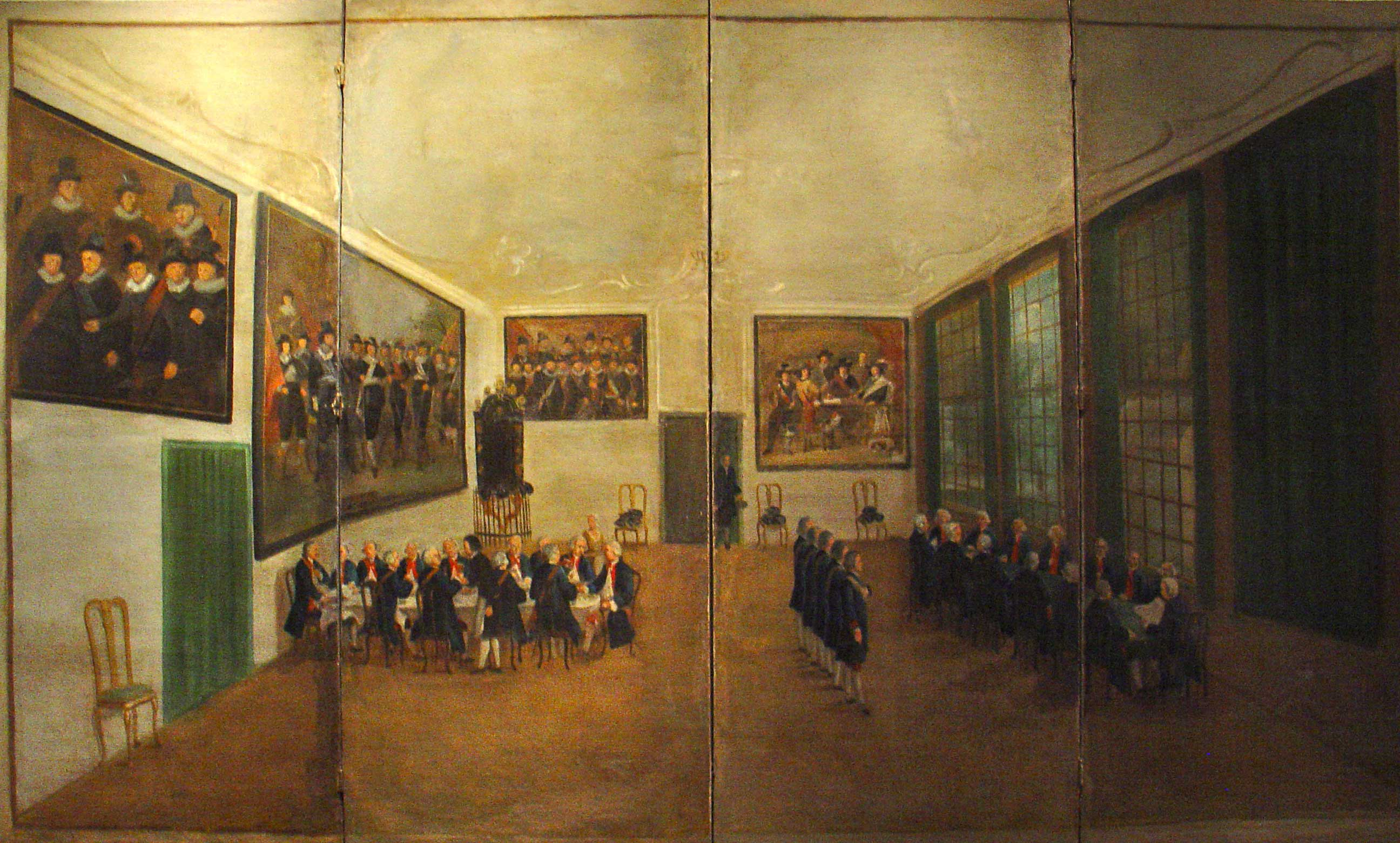
Het interieur van de Sint-Jorisdoelen, geschilderd op een kamerscherm door Simon Klapmuts circa 1770

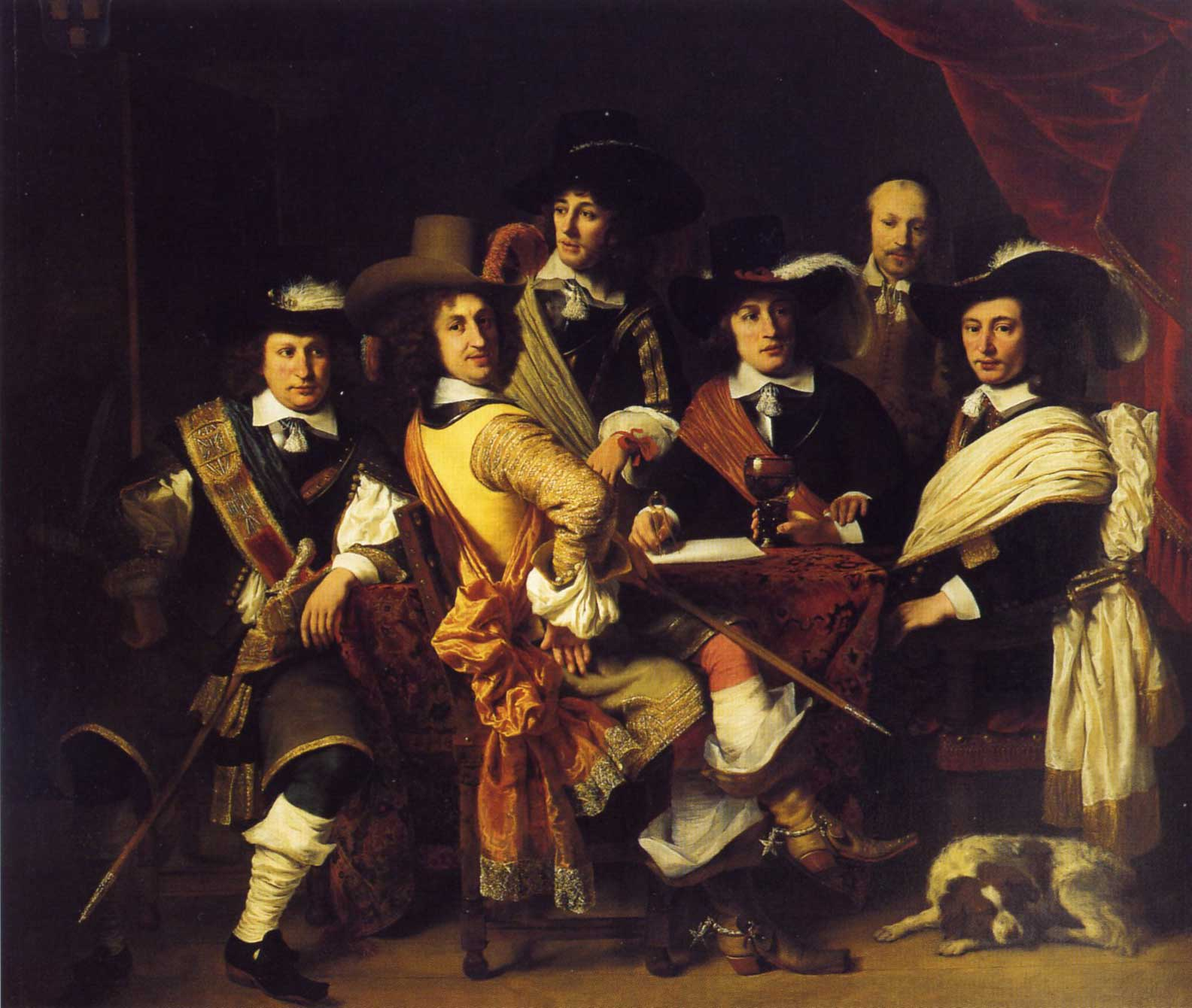
Officieren van de Goudse schutterij onder leiding van kolonel Govert Suijs, geschilderd door Ferdinand Bol in 1653

## Geschiedenis
In 1359 werd de schutterij in Gouda voor het eerst genoemd. De voetboogschutters hadden Sint-Joris als schutspatroon en de handboogschutters Sint Sebastiaan. In 1542 werd een nieuw schuttersgilde ingesteld, waarin de oude gilden opgingen. Het gilde was verdeeld in vier vendels. Elke wijk had een vendel met een eigen kleur, rood, wit blauw en oranje. Aan het hoofd van de schutterij stond een kolonel. Ieder vendel werd geleid door een kapitein, bijgestaan door een luitenant. De Goudse schutterij had een oefenterrein met schietbanen achter de stadsvesten, omdat de terreinen op die plaats lang genoeg waren voor hun schietoefeningen. Hun eerste locatie lag aan de Doelenstraat te Gouda. Dit terrein werd in 1514 verwisseld voor een gebied aan de Lange Tiendeweg achter de stadsvest. Op de kaart van Blaeu uit omstreeks 1650 is het terrein aan de Tiendeweg ingetekend. In 1762 werd er op deze plek aan de Tiendeweg een nieuw gebouw neergezet, omdat hun onderkomen aldaar te bouwvallig was geworden. Het nieuwe gebouw heeft maar betrekkelijk kort als onderkomen voor de schutterij gediend, want in 1795, in de Franse tijd, werd de schutterij afgeschaft. Daarna deed het gebouw dienst als kazerne en als schoolgebouw. Op 24 april 1802 werd hier de vrijmetselaarsloge 'De Ware Broedertrouw' geïnstalleerd. Die — nog steeds bestaande — loge heeft hier twee jaar haar bijeenkomsten gehouden.  Het gymnasium, de Rijks Hogere Burgerschool, de Rijksschool voor de klei- en aardewerkindustrie (“Kleischool”), het keramisch instituut van T.N.O. en de Rijks Middelbare Landbouwschool vonden onderdak in dit gebouw. In 1966 werd het gebouw een rijksmonument. Begin jaren 70 van de 20e eeuw wilde het gemeentebestuur van Gouda het pand slopen. Deze sloopplannen zijn niet doorgegaan. Het pand werd gerestaureerd en kreeg een particuliere bestemming. Er zijn meerdere bedrijven in het pand gevestigd.

## Schuttersstukken
De schutterstukken die zich in het gebouw bevonden zijn overgebracht naar het museum het Catharina Gasthuis te Gouda. Er zijn stukken bewaard van Ferdinand Bol, Wouter Crabeth en Jan Daemesz. de Veth. Op een door Simon Klapmuts omstreeks 1770 geschilderd kamerscherm zijn diverse van deze schuttersstukken afgebeeld. Op het schutterstuk van Fredinand Bol staat de toenmalige kolonel van de Goudse schutterij en latere burgemeester, Govert Suijs, afgebeeld met zijn officieren, de kapiteins van de vier Goudse vendels.